# Karékine Khajag
Karékine Khajag (en arménien : Գարեգին Խաժակ), né le 6 octobre 1867 à Alexandropol et mort en 1915 à Diyarbakır, est un intellectuel, auteur et journaliste arménien membre de la fédération révolutionnaire arménienne. Karékine Khajag est une victime du génocide arménien.

## Biographie

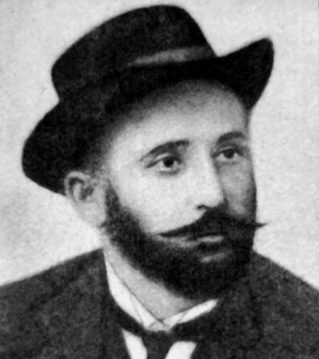
Karékine Khajag dans sa jeunesse.

Karékine Khajag est né en 1867 à Alexandropol alors dans l'Empire russe (aujourd'hui Gyumri, Arménie),. Il est d'abord appelé Chakal Oghli qui deviendra ensuite Khajag pour son entourage. En 1883, il poursuit son cursus au séminaire théologique Gevorkian. Diplômé en 1886, il devient professeur et enseigne durant sept ans dans des écoles notamment à Bakou et à Gandja,. C'est durant son séjour à Bakou, qu'il rejoint la fédération révolutionnaire arménienne (FRA). Il part ensuite à Genève où il étudie les sciences sociales à l'université,. À Genève, il collabore au journal Droshak (en) de la FRA. À la fin de son cursus en 1898, il est envoyé dans les Balkans puis à Alexandrie, par la direction de Droshak. Il reste un an à Alexandrie avant de passer six mois à Izmir puis deux ans à Constantinople,,.
À Constantinople, il est emprisonné huit mois pour activité terroriste,. Il s'exile ensuite pour le Caucase où il est à nouveau professeur,. Il dirige alors l'école arménienne de Chouchi pendant deux ans. Après son mariage, il s'établit à Tbilissi et devient journaliste pour le journal arménien Mschak. Parallèlement, il enseigne à l'école Nersissian (en),. En 1906, il est l'un des fondateurs du journal Harach au sein duquel il travaille avec Avetis Aharonian ou encore avec Yeghisheh Topjian,,.
En 1908, il est arrêté et envoyé en prison pour six mois. Après sa libération, il est arrêté à nouveau et remis en prison pour neuf mois de plus. En 1912, il retourne à Constantinople où il collabore au journal local Azadamard tout en dirigeant une école arménienne à Samatya (en),.
Dans la nuit du 24 avril 1915, il est l'un des intellectuels arrêtés : il est emprisonné et conduit par train à Ayaş. Il y est emprisonné avec notamment Roupen Zartarian, Sarkis Minassian, Khatchatour Malumian (en), Haroutioun Djangulian et Nazareth Daghavarian (en) avant d'être transférés vers Diyarbakır le 2 juin 1915 où ils devait être présentés devant une cour martiale. Cependant, ses compagnons et lui sont assassinés quelque part entre Urfa et Siverek ; l'ordre d’exécution avait été donné par le capitaine Şevket à Haci Onbaşı, un membre de l'organisation spéciale.